# Luis Carrión Delgado
Luis Carrión Delgado   (Barcelona, 7 de febrer de 1979) és un exfutbolista professional català que va jugar com a lateral dret, actualment entrenador de futbol.

## Carrera de jugador
Nascut a Barcelona, Catalunya, Carrión va començar la seva carrera sènior als equips C i B de FC Barcelona. Va jugar 24 partits a Segona Divisió amb aquest últim i el Gimnàstic de Tarragona, i va jugar 262 partits a Segona Divisió B amb aquests clubs i cinc més.

## Carrera d'entrenador
El juny de 2011, Carrión va ser nomenat entrenador de l'equip femení de l'Espanyol a la seva ciutat natal. Va marxar dos anys més tard, després d'haver guanyat la Copa de la Reina de Futbol el 2012.
Carrión va tornar després al futbol masculí i va esdevenir ajudant de Pablo Villa al Còrdova a la segona categoria. El febrer de 2014 va ser nomenat entrenador interí quan aquest últim va ser destituït, i el dia 16 va ser a la banqueta quan el conjunt va perdre 3-0 contra el Numància.
El març de 2015, Carrión va ser nomenat entrenador del filial del Còrdova a la tercera divisió. Després d'haver patit el descens a Tercera Divisió i recuperat amb l'ascens, va rebre el càrrec al primer equip el 29 de novembre de 2016, substituint José Luis Oltra en el lloc 16è de la classificació. El 16 d'octubre següent, ell mateix va ser rellevat de les seves funcions.
El juny de 2018, Carrión va ser contractat per la UD Melilla de tercer nivell, amb qui havia jugat una dècada abans. Va portar l'equip nord-africà als playoffs, on va ser eliminat per un únic gol de l'Atlètic Balears a les semifinals.
Carrión va pujar de lliga l'estiu del 2019, acordant un contracte amb el Numància. Va deixar el club després del seu descens el juliol de 2020 i va ser nomenat entrenador del Cartagena de segona divisió el 12 de gener de 2021.
L'1 de juny de 2023, després de dues novenes posicions consecutives, Carrión va abandonar l'Estadi Cartagonova després de rebutjar una renovació del contracte. El 21 de setembre, va substituir Álvaro Cervera al capdavant del Reial Oviedo també a la segona categoria, i el va conduir a la final del play-off d'ascens, perdent per 2-1 global davant l'Espanyol.
El 26 de juny de 2024, Carrión va deixar Astúries. Va signar un contracte de dos anys amb la UD Las Palmas de la Lliga més tard aquell dia.

## Palmarès
Espanyol Femení
- Copa de la Reina de Futbol: 2012[3]